# Ruski Bród
Ruski Bród – wieś w Polsce w województwie mazowieckim, w powiecie przysuskim, w gminie Przysucha. Ma status sołectwa.
| SIMC    | Nazwa     | Rodzaj    |
| ------- | --------- | --------- |
| 0633923 | Wawrzynów | część wsi |

Prywatna wieś szlachecka położona była w drugiej połowie XVI wieku w powiecie radomskim województwa sandomierskiego.
Położony jest 9 km na pd.zach. od Przysuchy, w dolinie niewielkiego potoku uchodzącego do Radomki. Przez wieś przebiega droga wojewódzka nr 749.
W czasie II wojny światowej w okolicach Ruskiego Brodu operowało wiele grup partyzanckich. Działali tu żołnierze majora Hubala, a później oddziały AK, GL i NSZ. Między 17 a 19 stycznia 1945 stoczono tu największą w ofensywie styczniowej bitwę na terenie Kielecczyzny (tzw. Kocioł pod Ruskim Brodem). Szacuje się, że w radzieckim kotle znalazło się około 60 tysięcy żołnierzy niemieckich i ich sojuszników. Walki w samej wsi i na skraju lasów trwały 2 dni i 2 noce, podczas których Ruski Bród wielokrotnie przechodził z rąk do rąk. Walka (nierzadko wręcz na bagnety i saperki) toczyła się o poszczególne podwórka i pojedyncze budynki.
Miejscowa szkoła podstawowa (tzw. tysiąclatka) nosi imię Hubalczyków i jest swego rodzaju pomnikiem oddziału. Na cmentarzu znajdują się mogiły pomordowanych 11 kwietnia 1940, w odwecie za akcje Hubala, mieszkańców wsi. W centrum wsi postawiono pomnik poświęcony żołnierzom Armii Czerwonej i Wojska Polskiego oraz partyzantom poległym w latach 1939-45. Żołnierze Armii Czerwonej zostali pominięci w nowej wersji tabliczki uchwalonej 24 września 2020 roku na podstawie zaleceń IPN. Na miejscowym cmentarzu gdzie pochowani byli żołnierze radzieccy, znajduje się upamiętniający ich pomnik.
Miejscowość jest siedzibą rzymskokatolickiej parafii św. Teresy od Dzieciątka Jezus. Kościół parafialny pw. św. Teresy Od Dzieciątka Jezus pochodzi z roku 1926.